# Аронян, Левон Григорьевич

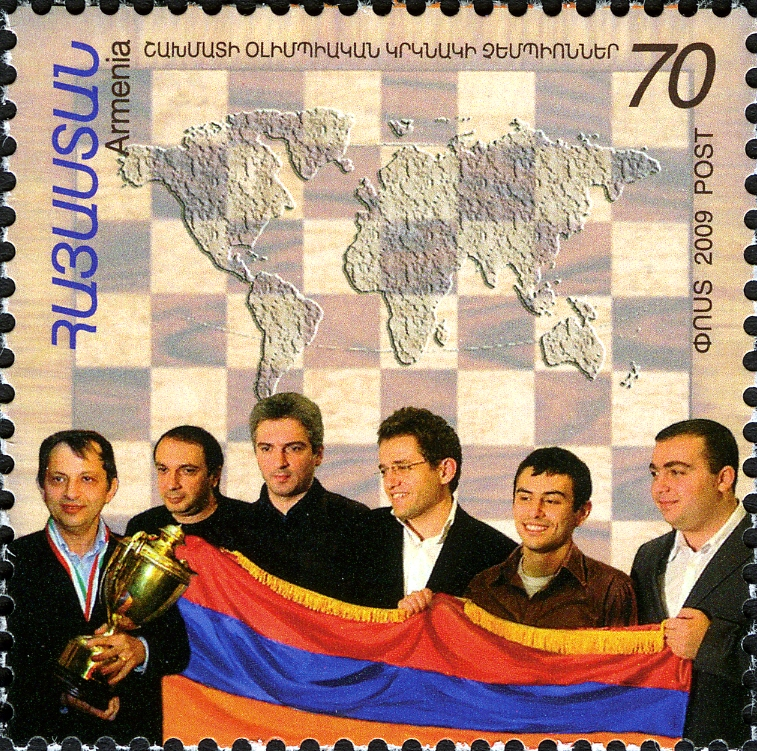
Л. Аронян (третий справа) со своими товарищами по команде на Олимпиаде-2008 на марке Армении. 2009 г.

Лево́н Григо́рьевич Ароня́н (арм. Լևոն Գրիգորիի Արոնյան; род. 6 октября 1982, Ереван[…]) — американский, ранее армянский шахматист, гроссмейстер (2000). Победитель множества международных турниров, включая единоличные победы в турнирах Линарес (2006), Вейк-ан-Зее (2012, 2014), Кубок Синкфилда (2015), Ставангер (2017). Двукратный обладатель Кубка мира ФИДЕ (2005, 2017), победитель Гран-при ФИДЕ 2008/2009, трёхкратный олимпийский чемпион в составе сборной Армении (2006, 2008, 2012), чемпион мира по рапиду (2009), чемпион мира по блицу (2010).
В 2016 году CNN назвала Ароняна «Дэвидом Бэкхемом из мира шахмат».

## Биография
Левон Григорьевич Аронян (имя при рождении — Лев Аронов) родился 6 октября 1982 года в Ереване, в семье еврея Григория Леонтьевича Аронова и армянки Седы Авагян-Ароновой. Научился играть в шахматы в пятилетнем возрасте у своей старшей сестры Лилит. Первым тренером стала Людмила Финарева из шахматного кружка Дворца пионеров Еревана.

### 1994—2004
В 1994 году Аронян стал чемпионом мира среди юношей до 12 лет в городе Сегед (Венгрия). За победу в этом чемпионате Аронян получил звание мастера ФИДЕ по шахматам. В 1995 году Аронян выиграл следующий чемпионат мира среди юношей до 14 лет в Париже. С 1996 года Аронян — международный мастер. В 1997 году Аронян выиграл следующий чемпионат мира среди юношей до 20 лет и «Кубок Каспарова», один из важнейших турниров для юношей, который проводился в Москве. В 1999 году Аронян стал вице-чемпионом Армении и получил право выступить в составе сборной Армении на командном чемпионате Европы по шахматам, проходившем в Батуми. Сборная Армении его выиграла, оставив позади сборную Венгрии (2 место) и сборную Германии (3 место). С 2000 года Аронян — гроссмейстер. В 2002 году Аронян вновь выиграл чемпионат мира среди юношей до 20 лет в Индии.
С 2001 года Аронян живёт в Германии.

### 2005
В 2005 году Аронян совместно с Хикару Накамурой и Борисом Аврухом выиграл открытый турнир в Гибралтаре и в Степанакерте (Ханкенди), опередив Накамуру (США) и Иванчука (Украина). На чемпионате Европы 2005 года в Варшаве Аронян по дополнительным показателям занял 3-е место.
В декабре 2005 года Аронян добился своего самого значительного успеха, выиграв Кубок мира по шахматам ФИДЕ, который проводился по нокаут-системе в городе Ханты-Мансийск. В финале этого турнира он победил экс-чемпиона мира ФИДЕ Руслана Пономарёва со счётом 3:1 (+2-0=2), первые две партии с классическим контролем времени закончились вничью, в двух дополнительных партиях в быстрые шахматы победы одержал Аронян. Этот успех позволил Ароняну вступить в борьбу за звание чемпиона мира. В первом матче претендентов весной 2007 года Ароняну предстояло встретиться с юным норвежским шахматным талантом Магнусом Карлсеном.

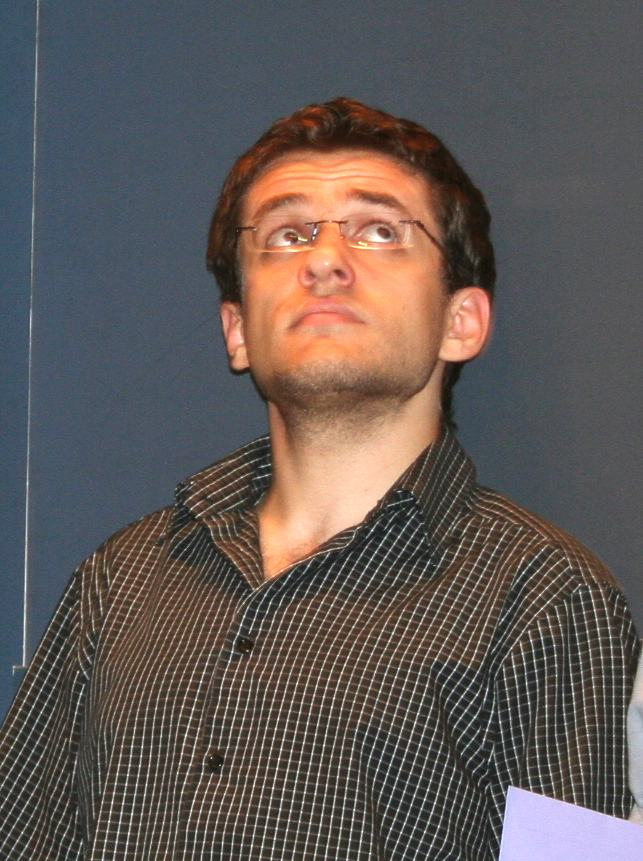
14 августа 2005

### 2006—2013
После победы на Кубке мира Аронян получил приглашение в элитные шахматные турниры. Первый такой турнир XIX категории состоялся в январе в голландском Вейк-ан-Зее. Аронян выступил совсем неудачно, набрав 50 % очков и поделил 7—9 места при 14 участниках.
В марте 2006 года Аронян выиграл турнир (XX категория) в Линаресе.
В июне вместе с Владимиром Акопяном, Кареном Асряном, Смбатом Лпутяном, Габриелом Саркисяном и Арташесом Минасяном стал чемпионом 37-й шахматной Олимпиады в Турине и был награждён медалью Мовсеса Хоренаци. За победу на 38-й олимпиаде в Дрездене был награждён медалью «За заслуги перед Отечеством» первой степени. За победу на 40-й олимпиаде в Стамбуле указом Президента Армении был награждён Орденом Святого Месропа Маштоца.

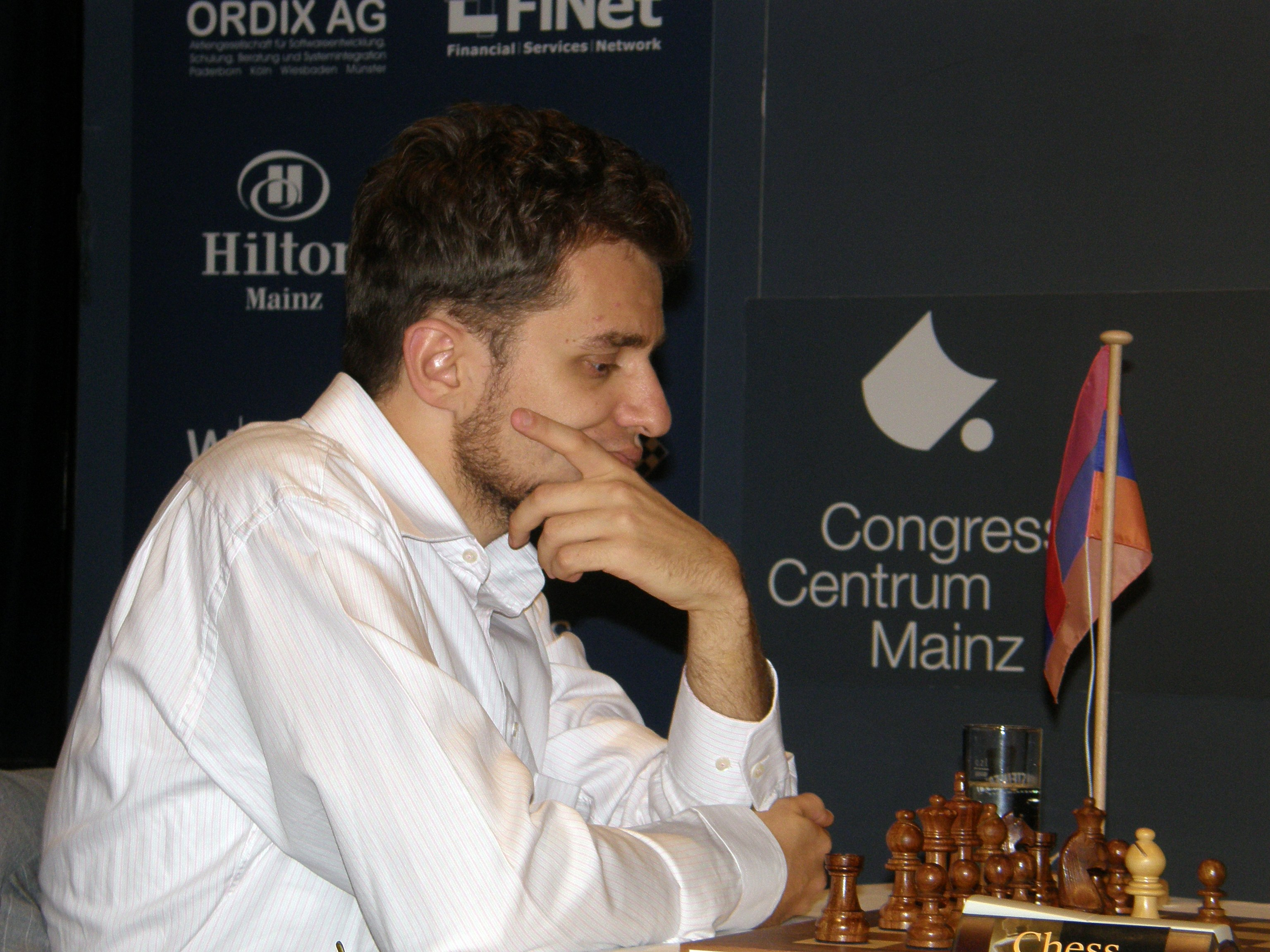
19 августа 2007

16 февраля 2008 года первый раз побеждает в личной встрече чемпиона мира Вишванатана Ананда и становится членом символического клуба Михаила Чигорина.
В ноябре 2010 года в Москве стал победителем Мемориала Таля, а спустя несколько дней, там же, стал победителем чемпионата мира по блицу-2010, досрочно обеспечив себе титул чемпионa мира по блицу.
В мае 2011 года Левон Аронян был участником турнира претендентов на розыгрыш титула чемпиона мира по шахматам, который проходил в Казани. В 1/4 финала Аронян уступил российскому шахматисту Александру Грищуку.
В мае 2013 года Аронян стал победителем Мемориала Алехина, набрав 5,5 очков из 9. По дополнительным показателям опередил Бориса Гельфанда. В турнире также участвовали В. Ананд, М. Вашье-Лаграв, В. Крамник, Н. Витюгов, М. Адамс, Л. Фрессине, Дин Лижэнь, П. Свидлер.
В период 2008—2013 годов по результатам личных встреч в соревнованиях с классическим контролем Левон Аронян с разгромным счетом победил чемпиона мира Вишванатана Ананда +5-1=14. Этот успех вписал имя Левона Ароняна в реестр символического клуба Ефима Боголюбова.
Левон Аронян является трёхкратным победителем шахматных Олимпиад в составе сборной Армении (2006, 2008, 2012).

### 2017
В апреле, в Германии, в супертурнире «GRENKE Chess Classic» с участием чемпиона мира Магнуса Карлсена, Аронян занял 1 место с результатом 5,5 из 7.
В июне 2017 года он стал победителем шахматного супертурнира, который прошёл в норвежском Ставангере. Армянский гроссмейстер победил в личной встрече действующего чемпиона мира Магнуса Карлсена, недавнего претендента на шахматную корону Сергея Карякина, а также 14-го чемпиона мира Владимира Крамника и набрал в итоге 6 очков (+3-0=6). Его ближайшие преследователи Хикару Накамура и Владимир Крамник поделили 2-е и 3-е места, набрав 5 очков. Этот успех ввёл Левона Ароняна в символический клуб Эугенио Торре.
В сентябре в Тбилиси Левон Аронян во второй раз выиграл Кубок мира по шахматам. В финале он победил китайского гроссмейстера Дин Лиженя. Первые четыре партии финала завершились вничью, на тай-брейке Левон Аронян выиграл первую партию белыми фигурами, а также вторую — чёрными. Благодаря этой победе он завоевал право участвовать в турнире претендентов 2018 в Берлине.

### 2018
В январе Аронян выиграл 16-й Гибралтар в тай-брейке, победив Вашье-Лаграва со счетом 2.5 — 1.5, и с общими показателями +5-0=5 (7,5 из 10).
C 31 марта по 9 апреля , Аронян участвовал в пятом Grenke Chess Classic. Он финишировал пятым с результатами 5 из 9 (+1-0=8).
С 28 мая по 7 июня Левон принимал участие в турнире Ставангер 2018, занял шестое место с результатом 4 из 8 (+1-1=6).
В августе, принял участие в турнире Сент-Луис 2018. Он разделил победу в турнире с Карлсеном и Каруаной, набрав 5,5 очков из 9 (+2-0=7).

### 2021
В 2021 году Аронян объявил о переходе в американскую шахматную федерацию после безуспешных попыток привлечь внимание правительства Пашиняна к поддержке шахмат в Армении.

## Рейтинг Эло
В ноябре 2010 года Левон Аронян стал шестым шахматистом после Гарри Каспарова, Владимира Крамника, Вишванатана Ананда, Веселина Топалова и Магнуса Карлсена, преодолевшим отметку в 2800 пунктов в рейтинг-листе ФИДЕ.
| График не отображается по техническим причинам. Чтобы исправить это, воспроизведите график в новом формате, если это возможно. |

## Личная жизнь
Аронян стал встречаться с австралийской шахматисткой Арианной Каоили (1986—2020) в 2008 году. Они впервые встретились на молодёжном чемпионате мира по шахматам в Лас-Пальмасе в 1996 году, а близко подружились в 2006 году, когда их познакомил общий друг, австралийский шахматист Александар Воль в Берлине. Аронян сделал Каоили предложение в 2015 году, и они зарегистрировали брак 30 сентября 2017 в Ереване.
Мать Левона, Седа Аронова, опубликовала книгу о сыне 22 ноября 2013, рассказав о его детстве и планах.
Аронян большой поклонник джаза. Его любимый саксофонист — Джон Колтрейн. Любимыми классиками гроссмейстера являются Бах, Брукнер, Малер и Шостакович.
31 марта 2020 года Арианна Каоили, жена Левона Ароняна, скончалась, не оправившись после автомобильной аварии, в которую она попала в ночь с 14 на 15 марта 2020 года.

## Награды
- Орден Святого Месропа Маштоца (10 сентября 2012 года) — за блестящую командную победу на Всемирной шахматной олимпиаде в Стамбуле в 2012 году, за отстаивание чести Родины на международной арене и за достойное представление Армении перед миром[33].
- Медаль «За заслуги перед Отечеством» I степени (26 ноября 2008 года) — за блестящую победу, достигнутую на Всемирной шахматной олимпиаде, за отстаивание спортивной чести Родины, за достойное представление Армении на международной арене, а также за содействие развитию шахмат в Республике Армения[34].
- Медаль Мовсеса Хоренаци (2006 год).
- Почётный гражданин Еревана (2012 год).
- «Серебряный крест» Союза армян России — за выдающееся достижение - победу на Всемирной шахматной Олимпиаде 2006г. в Турине[35].